# Cordillère Centrale (Hispaniola)
Pour les articles homonymes, voir Cordillère Centrale.

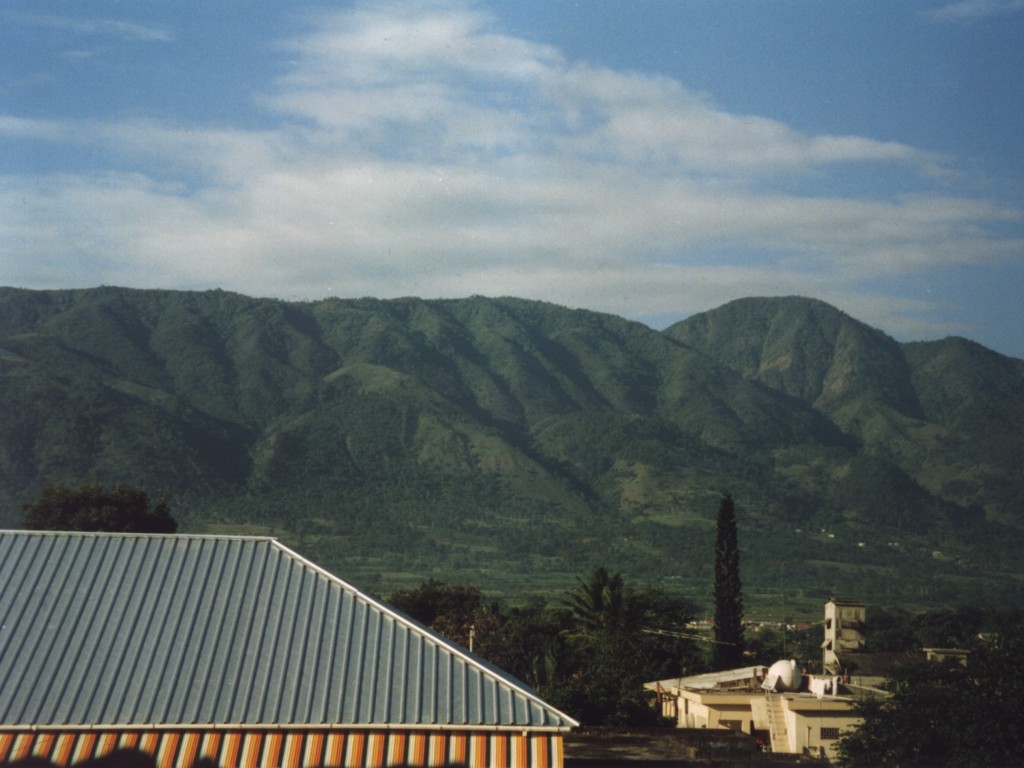
La cordillère près de Jarabacoa, République dominicaine

La cordillère Centrale (Cordillera Central en espagnol) est le massif montagneux principal de l'île d'Hispaniola. Son point culminant est le Pico Duarte qui s'élève à 3 175 m, dominant l'ensemble de la mer des Caraïbes.
Le massif naît au nord-ouest de l'île, en Haïti, puis progresse en direction sud-est, jusqu'à la province de San Cristóbal, en République dominicaine. Plusieurs fleuves du pays prennent leur source dans la cordillère, dont : l'Artibonite, le Yaque del Norte, le Yaque del Sur, le Yuna et le Bao.